# 喬治·霍萊
喬治·沃爾夫岡·霍萊（英語：George Wolfgang Forell，1919年9月19日—2011年4月29日 ），是愛荷華大學（英語：University of Iowa）宗教學系榮譽教授（卡弗傑出教授）。

## 早期的生活和教育
喬治·霍萊出生在德國布雷斯勞（德语：Breslau），現在波蘭的弗羅茨瓦夫 。他早年在維也納大學修讀哲學與神學。1939年，他以難民身份從納粹德國到美國定居。
之後，他就讀在費城的信義宗神學院。1941年他神學畢業，並於同年被按立為信義會牧師。作為一個教會牧師，他繼續他在美國普林斯頓神學院和美國協和神學院的神學學習。1949 年，他從協和神學院道學博士（Th.D.）畢業。
他是在1945年結婚。育有兩名女兒，馬德琳·霍萊·馬歇爾博士（英語：Madeleine Forell Marshall）和瑪麗·霍萊·大衛斯牧師（英語：Rev. Mary Forell Davis）。

## 榮譽
他是艾奧瓦大學宗教學系榮譽教授（卡弗傑出教授）。

## 一生貢獻
他是一位牧師；又是國際知名的作者、講師和基督教倫理學 的教授。特別專長研究十六世紀的教會改革家馬丁路德，是馬丁路德研究專家。
他是一名多產作家；包括了他自己獨立著作的和其他作者合作著作的書籍，共有四十本，其他文章亦有很多。

### 他出版了的著名書籍有:
- 「生發仁愛的信心:路德的社會倫理觀」 [5]，1954年"
- 英語：，1956年
- 英語：，1960年
- 英語：，1965年

## 附註
1. ↑  . .   [2021-05-11]. （原始内容存档于2021-05-11）.
2. ↑  . (英語：.   [2012-11-09]. （原始内容存档于2013-10-15）.
3. ↑   [一個危險的思想：「我們是聖潔的」]. Leader-Post, Regina, Saskatchewan. 1983-03-19  [2011-02-25]. （原始内容存档于2016-05-05）.
4. ↑  英語：
5. ↑  "道聲出版社,1984年3月初版; 2009年10月修訂版，ISBN 978-962-380-285-7"